# Episodi di Capitan Power
La prima e unica stagione della serie televisiva Capitan Power è andata in onda negli Stati Uniti a partire dal 20 settembre 1987 e in Italia dalla primavera 1988 su Odeon TV.
| n° | Titolo originale                                 | Titolo italiano                | Prima TV USA      | Prima TV Italia |
| -- | ------------------------------------------------ | ------------------------------ | ----------------- | --------------- |
| 1  | Shattered                                        | Scacco all'impero              | 20 settembre 1987 |                 |
| 2  | The Abyss                                        | L'esercito fantasma            | 27 settembre 1987 | 15 aprile 1988  |
| 3  | Final Stand                                      | Duello mortale                 | 4 ottobre 1987    | 16 aprile 1988  |
| 4  | Pariah                                           | La cavia                       | 11 ottobre 1987   | 23 aprile 1988  |
| 5  | A Fire in the Dark                               | Luce nelle tenebre             | 18 ottobre 1987   | 30 aprile 1988  |
| 6  | The Mirror in Darkness                           | Lo specchio delle tenebre      | 25 ottobre 1987   | 7 maggio 1988   |
| 7  | The Ferryman                                     | Progetto Caronte               | 1º novembre 1987  | 14 maggio 1988  |
| 8  | And Study War No More                            | Distruggete la città           | 8 novembre 1987   |                 |
| 9  | The Intruder                                     | L'inganno                      | 15 novembre 1987  |                 |
| 10 | Wardogs                                          | Cani da guerra                 | 22 novembre 1987  |                 |
| 11 | Flame Street                                     | La strada fulgente             | 29 novembre 1987  |                 |
| 12 | Gemini and Counting                              | Il dubbio di Erin              | 10 gennaio 1988   |                 |
| 13 | And Madness Shall Reign                          | (Progetto Stige?)              | 17 gennaio 1988   |                 |
| 14 | Judgement                                        | Il giudizio                    | 31 gennaio 1988   |                 |
| 15 | A Summoning of Thunder: Part 1                   | La nascita di Soaron           | 7 febbraio 1988   |                 |
| 16 | A Summoning of Thunder: Part 2                   | Lord Dread vive!               | 14 febbraio 1988  |                 |
| 17 | The Eden Road                                    | Verso l'Eden                   | 21 febbraio 1988  |                 |
| 18 | Freedom One                                      | Freedom Uno                    | 28 febbraio 1988  |                 |
| 19 | New Order: Part One - The Sky Shall Swallow Them | Icaro e Prometeo prima parte   | 6 marzo 1988      |                 |
| 20 | New Order: Part Two - The Land Shall Burn        | Icaro e Prometeo seconda parte | 13 marzo 1988     |                 |
| 21 | Retribution: Part 1                              | La rappresaglia prima parte    | 20 marzo 1988     |                 |
| 22 | Retribution: Part 2                              | La rappresaglia seconda parte  | 27 marzo 1988     |                 |